# Heinrich Mohn (Verleger)

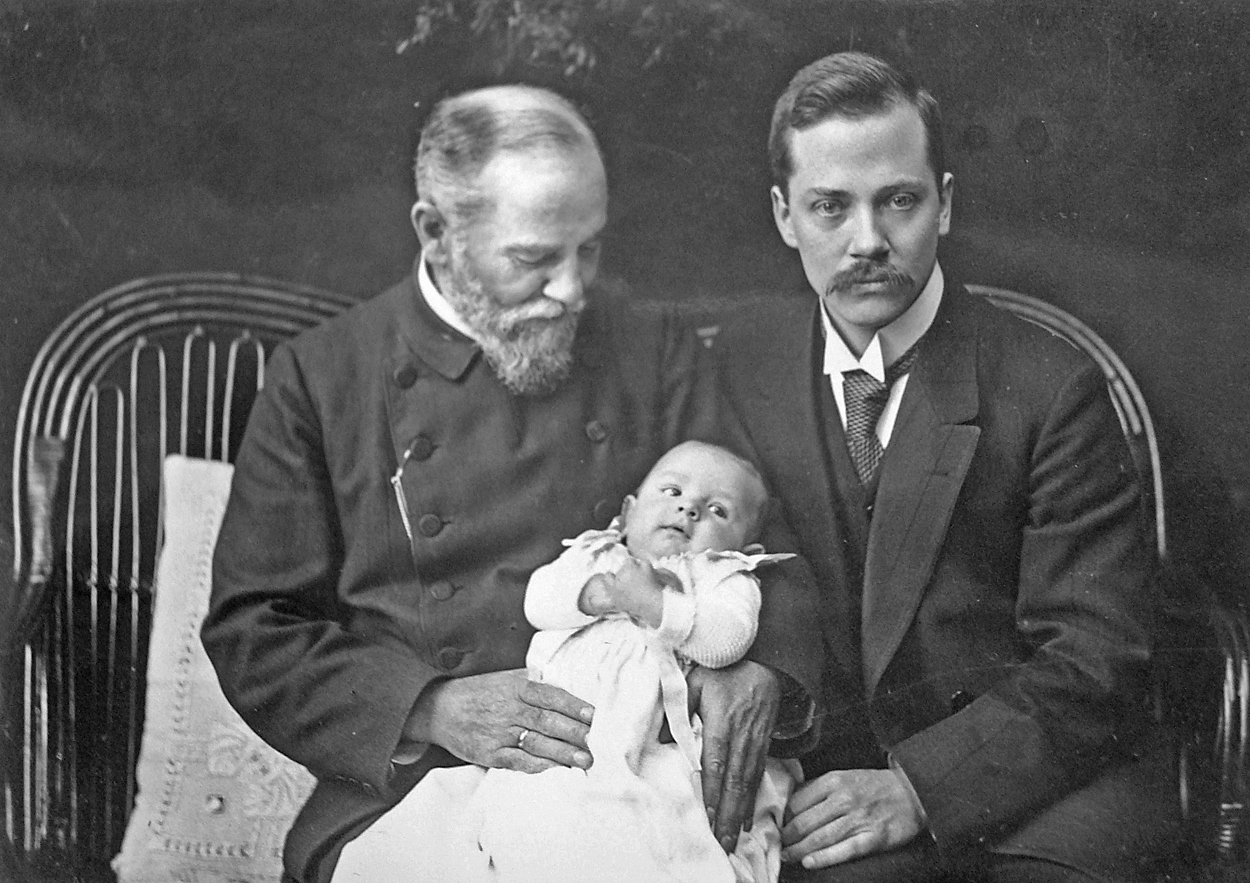
Heinrich Mohn (rechts) mit seinem Vater Johannes Mohn und seinem ersten Sohn Hans Heinrich, 1913

Carl Heinrich Johannes Mohn (* 27. März 1885 in Gütersloh; † 26. April 1955 ebenda) war ein deutscher Verleger. Er war die vierte Familiengeneration des Bertelsmann-Konzerns.

## Leben
Heinrich Mohn war der Sohn des Bertelsmann-Inhabers Johannes Mohn  und dessen Frau Friederike, Tochter des Verlegers Heinrich Bertelsmann. Von 1895 bis 1902 besuchte er das Evangelisch Stiftische Gymnasium Gütersloh. Nach dem Abitur machte er eine Buchhandelslehre und eine Druckausbildung und reiste zu Studienzwecken nach Leipzig, Bern und London. 1912 heiratete er die Gütersloher Pastorentochter Agnes Seippel (* 1889), mit der er sechs Kinder hatte: Hans Heinrich (1913–1939), Ursula (1915–2014), Annegret (1916–2011), Sigbert (1918–2002), Reinhard (1921–2009) und Gerhard (* 1926).
Bereits 1910 war Mohn in den von Carl Bertelsmann gegründeten Verlag C. Bertelsmann eingetreten. Im Ersten Weltkrieg diente er als Gefreiter der Feldartillerie, später als Offizier der Kaiserlichen Armee. 1921 übernahm er die Verlagsgeschäfte seines Vaters. Neben dem theologischen Schrifttum räumte er der volkstümlichen Belletristik einen breiteren Raum im Verlagsprogramm ein; erste Publikation auf dem Unterhaltungssektor war der Roman Heimat wider Heimat (1929). Seit 1927 erschien die Zeitschrift Der christliche Erzähler. Zum hundertjährigen Verlagsjubiläum 1935 kamen zahlreiche Romane, preisgünstige Volksausgaben und einige Bände der Reihe Das kleine Buch heraus.
Bis mindestens 1924 war Mohn Mitglied in der Deutschnationalen Volkspartei. Zudem war er Förderndes Mitglied der SS.
Als Mitglied der Bekennenden Kirche wurde Mohn 1938 die Erlaubnis für den Druck religiöser Werke entzogen. Bertelsmann wurde im Zweiten Weltkrieg mit den sogenannten Feldausgaben zum wichtigsten Buchlieferanten der Soldaten an der Front. Es wurden unter anderem Bücher von nationalsozialistischen Autoren wie Will Vesper oder Hans Grimm verlegt. Mit Titeln wie Mit Bomben und MGs über Polen und Wir funken für Franco erzielte der Verlag Millionenauflagen. 1944 wurde der Verlag C. Bertelsmann auf Grund von Korruptionsvorwürfen aus dem System Matthias Lackas gezwungen, seinen Betrieb zu schließen. Durch einen Bombenangriff wurde das Verlagsgebäude 1945 völlig zerstört. Nach dem Wiederaufbau übertrug Mohn 1947 seinem Sohn Reinhard Mohn die Verlagsgeschäfte, der das Unternehmen zu einem multimedialen Großkonzern ausbaute.